# KlangNetz Dresden
Das KlangNetz Dresden ist ein Projekt, das die Schaffung, Verbreitung und Vermittlung Neuer Musik in Sachsen fördern soll.

## Geschichte
KlangNetz Dresden wurde 2008 gegründet und ist seitdem am Institut für Neue Musik der Hochschule für Musik Carl Maria von Weber Dresden angesiedelt. Bis 2011 standen über 1 Million Euro an Fördermitteln zur Verfügung, die durch das Netzwerk Neue Musik, ein Förderprojekt der Kulturstiftung des Bundes, und weitere Partner wie die Landeshauptstadt Dresden, die Kulturstiftung Dresden der Dresdner Bank  und die Kulturstiftung des Freistaates Sachsen vergeben wurden.
Ziel des Projektes ist es, der zeitgenössischen Musik zu mehr Aufmerksamkeit und Verständnis in Dresden und über die Stadtgrenzen hinaus zu verhelfen. Geleitet wurde die Arbeit des Netzwerkverbunds durch den Musikwissenschaftler Jörn Peter Hiekel (künstlerischer Leiter) und Ines Matschewski als Projektkoordinatorin. KlangNetz führte jährlich über 70 Veranstaltungen durch. Neben Konzerten zählten dazu vor allem Symposien, Gespräche, Akademien, Vorträge sowie Vermittlungsveranstaltungen in Schulen.
Nach dem Ende der Förderung durch das Netzwerk Neue Musik wurde KlangNetz Dresden am 6. November 2012 von Vertretern staatlicher Kultureinrichtungen und der freien Szene als eingetragener Verein gegründet, um die in den letzten vier Jahren gesetzten Impulse fortsetzen und die Vielfalt der zeitgenössischen Musik in Dresden weiterhin bündeln zu können. KlangNetz Dresden ist mittlerweile ein An-Institut der Hochschule für Musik Dresden, wo zugleich die administrative Geschäftsstelle angesiedelt ist.

## Capell-Compositeur
Das Netzwerk unterstützt unter anderem den Titel Capell-Compositeur, der im Sinne einer Residenz von der Sächsischen Staatskapelle in Fortschreibung ihrer umfangreichen Geschichte an Komponisten für eine Spielzeit vergeben wird. Die Residenz beinhaltet diverse Werkaufführungen durch das Orchester sowie Einblicke in das Schaffen des Komponisten.
Capell-Compositeure der Sächsischen Staatskapelle
- 2007/2008: Isabel Mundry
- 2008/2009: Bernhard Lang
- 2009/2010: Rebecca Saunders
- 2010/2011: Johannes Maria Staud
- 2011/2012: Lera Auerbach
- 2012/2013: Hans Werner Henze
- 2013/2014: Wolfgang Rihm
- 2014/2015: Sofia Gubaidulina
- 2015/2016: György Kurtág
- 2016/2017: Sofia Gubaidulina
- 2017/2018: Arvo Pärt
- 2018/2019: Péter Eötvös
- 2019/2020: Aribert Reimann
- 2020/2021: ?
- 2021/2022: Matthias Pintscher
- 2022/2023: Olga Neuwirth
- 2023/2024: Georg Friedrich Haas

## Projektensemble KlangNetz Dresden
Im Rahmen des KlangNetz Dresden wurde ein Ensemble gegründet, das aus Musikstudenten und professionellen Musikern in wechselnder Besetzung besteht. Ziel dieses Ensembles sind Aufführungen und Uraufführungen zeitgenössischer Kompositionen. Als Dirigenten konnten namhafte Künstler wie Hans Zender, Ekkehard Klemm, Matthias Pintscher, Beat Furrer, Péter Eötvös und Enno Poppe gewonnen werden.

## Mitglieder des Projektes
- Auditivvokal Dresden
- Blaue Fabrik
- courage – Dresdner Ensemble für zeitgenössische Musik
- Denkmalschmiede Höfgen
- Dresdner Kammerchor
- Dresdner Philharmonie
- elole-Klaviertrio
- El Perro Andaluz
- Europäisches Zentrum der Künste Hellerau
- Hofmühle Dresden
- Hochschule für Musik Carl Maria von Weber Dresden
- Leonhardi-Museum Dresden
- Neue Dresdner Kammermusik
- Sächsische Akademie der Künste
- Sächsischer Musikbund
- Sächsische Staatsoper Dresden und Staatskapelle Dresden
- Sinfonietta Dresden